# 西岛秀俊
西島秀俊（日语：／ Nishijima Hidetoshi，1971年3月29日—），日本知名男演员，东京都八王子市出身，橫濱國立大學工学部生產科中退。1992年從日本演藝圈出道，曾憑多部日本影視作品奪得最優秀男演員獎項，較為人熟知的有日劇《草莓之夜》、《昨日的美食》、《愛情白皮書》、《笑顏的法則》及電影《淨琉璃》(Doll)、《MOZU》等，近年多為日劇作品男主角。2021年以電影《在車上》獲得美國國家影評人協會最佳男主角獎，是首位獲得該獎項的日本演員。

## 簡介
西島秀俊畢業於桐朋中學，隨後進入橫濱國立大學工學部生產科，大學一年级参加渡邊Production經紀公司的試鏡，1992年首次演出連續劇《刑事纯情派5》。 
1993年10月，因出演改編自柴門文的日本經典偶像劇《爱情白皮書》中「松岡純一郎」一角而快速竄红。在演出了幾部偶像劇後，經紀公司的規劃是「偶像演員」，但西島則以長遠為思考，希望公司暫時不要幫自己接民放電視台的偶像劇；1995年往後幾年時間捨棄了電視劇，把重心轉移演出舞台劇和多部非主流獨立電影、僅在小規模的單館系上映，其演技也漸漸受到一些影評人所注意。
2002年，西島秀俊应北野武之邀演出電影《淨琉璃》(Doll)，和菅野美穗在片中所演出一段沒有明天的悲戀演出引起大眾注目，並成為西島秀俊的電影代表作之一，此片亦入圍第59屆威尼斯影展主競賽片。其後，身為村上春樹書迷的西島秀俊，主動表達希望參與市川準導演的《東尼瀧谷》，最後市川隼决定啟用西島秀俊担任片中極為重要的旁白。
2003年，西島秀俊重返電視圈，參（主）演了一系列電視劇，2004年主演的《大奥 第一章》再次引起大眾關注，因該系列廣受好評，西島秀俊和仲間由纪惠主演了2006年底上映的《大奥》電影版。
2010年，西島為了電影《再見，總有一天》的老年戲份而增重13公斤，其後，為了拍攝年輕的戲份，又在一個月的時間內減重15公斤。2013年，為了大河劇《八重之櫻》的砲術武士又訓練成六塊肌的身材。
2012年，與竹內結子共演警探劇《草莓之夜》，共拍攝3集特別篇、4集連續特別篇、一季正規連續劇和電影版。
2014年，因主演懸疑劇《MOZU》獲得好評，此劇亦獲得第7回東京國際戲劇節連續劇優秀獎、銀河賞月間賞等獎項；同年11月，宣布翻拍為同名電影版，2015年上映，亦由西島主演。同年，獲Oricon網站票選為「2014年爆紅男演員榜」第二位。
2021年，主演由秋元康企劃的懸疑日劇《真凶標籤》，再次受到熱議。同年11月21日，宣佈於2022年特攝網路劇《假面騎士BLACK SUN》飾演主角南光太郎／假面騎士BLACK SUN。另外於2021年上映，改編自村上春樹短篇作品的電影《在車上》（濱口龍介執導），亦讓他獲得不少獎項。

## 人物
- 2014年12月22日，西島與交往3年的圈外女性上班族結婚[6][7]。
- 北野武的影迷，向朋友借來北野武上過的廣播電台節目來聽，其後主演北野武編導的電影《Dolls》。
- 自小喜歡電影，因而想從事和電影相關的職業。前輩得知後，在其建議下前往試鏡，中選成為演員[8]。
- 會盡量去電影院看電影而非DVD。即使在拍攝空檔的幾小時休息時間，也會趁空去看電影[8]。
- 喜歡留在拍攝現場，即便沒有自己的戲份[8]。

## 戲劇作品
- 粗體字為主演

### 電視劇
| 年度                | 電視台                | 劇名                                                    | 角色                        |
| ------------------- | --------------------- | ------------------------------------------------------- | --------------------------- |
| 1992年1月3日        | 朝日電視台            | 給你的愛情故事                                          |                             |
| 1992年3月期         | 日本電視台            | 劇的空間 -畢業-                                         |                             |
| 1992年4月期         | 朝日電視台            | 刑事纯情派V                                             | 中上剛                      |
| 1992年5月22、23日   | 富士電視台            | 北之國'92                                               |                             |
| 1992年9月23日       | 富士電視台            | 〜可悲的是天氣〜                                        |                             |
| 1992年10月期        | TBS                   | 星期四的飯桌                                            | 宮澤達郎                    |
| 1992年12月23日      | 富士電視台            | 想在聖誕夜前遇見你                                      |                             |
| 1993年2月期         | 富士電視台            | 老師情人                                                | 長澤徹                      |
| 1993年4月期         | TBS                   | 個體戶戀曲                                              | 戶高龍也                    |
| 1993年7月期         | 富士電視台            | 惡魔之吻                                                | 佐渡研                      |
| 1993年10月期        | 富士電視台            | 愛情白皮書                                              | 松岡純一郎                  |
| 1993年11月          | 富士電視台            | 死刑台的升降機                                          |                             |
| 1994年1月3日        | 朝日電視台            | 家族網絡                                                | 島田信孝                    |
| 1995年3月期         | 富士電視台            | 寶引的辰捕者帳                                          | 算治                        |
| 1996年2月18日       | 關西電視台            | 花王家庭特別劇『春小姐・夢配達人（1）』                 |                             |
| 1996年7月10日       | NHK                   | 新銀河電視劇『賢治のほほえみ』第3話「森を探しに」       |                             |
| 1997年1月期         | NHK                   | 毛利元就（大河劇）                                      | 相合元綱                    |
| 1997年1月6日        | TBS                   | 向田邦子新春系列 『空之羊』                             |                             |
| 2002年10月26日      | NHK                   | 我想擁抱你                                              | 山下祐治                    |
| 2003年4月期         | TBS                   | 笑顏的法則                                              | 柚原和也                    |
| 2003年7月期         | 朝日電視台            | 菊次郎與早紀                                            | 藤崎先生                    |
| 2003年9月7日        | BS-TBS                | 戀上日曜日「越過山丘・Maybe Tomorrow」                  |                             |
| 2003年11月1日       | BS富士                | 68FILMS 東京少女 第2話「寄生木 YADORIGI」               | 無名男子（與宮崎葵）        |
| 2003年12月12日      | 名古屋電視台          | Damned File SeasonII file no.0020「另一個友人・渥美郡」 | 杉原秀明                    |
| 2004年2月28日       | 富士電視台            | LOVE ASIA 花瓣翩翩起舞的大海                            | 柏木洋介                    |
| 2004年4月3日        | 富士電視台            | 金田一耕助系列・犬神家一族                              | 犬神佐清 / 青沼静馬 役      |
| 2004年4月期         | 日本電視台            | 小狗華爾滋                                              | 水無月芯也                  |
| 2004年10月期        | 富士電視台            | 大奥 第一章                                             | 德川家光                    |
| 2005年1月期SP       | 日本電視台            | 溺水的人                                                | 水沢誠治                    |
| 2005年4月期SP       | 富士電視台            | 大奥 第一章SP                                           | 德川家光                    |
| 2005年富士SP        | 富士電視台            | 實錄 小野田少尉 遲來的歸還                              | 小塚一等兵                  |
| 2005年7月期         | 富士電視台            | 菊次郎與早紀2                                           | 藤崎先生                    |
| 2006年1月期         | 富士電視台            | Unfair                                                  | 瀬崎一郎                    |
| 2006年2月19日       | WOWOW                 | 劇集W 春、巴尼斯紐約                                    | 筒井彰                      |
| 2006年4月-9月       | NHK                   | 純情閃耀（晨間劇）                                      | 杉冬吾                      |
| 2007年4月期         | NHK                   | 怪奇大作戰                                              | 牧史郎                      |
| 2007年7月期         | 富士電視台            | 平霸雙妹嘜                                              | 井口昌平                    |
| 2007年10月期        | NHK                   | 小島裁判官I                                             | 三沢恭介                    |
| 2008年1月期         | WOWOW                 | 蒼井優X四個謊言 第1章「人生似乎是個謊言」               | 胸罩男                      |
| 2008年10月至11月    | NHK                   | 小島裁判官II                                            | 三沢恭介                    |
| 2008年12月29日      | 富士電視台            | 第20屆富士電視台青年劇本獎『戰士的資格』                | 高木修一                    |
| 2009年8月2日        | WOWOW                 | 劇集W 誘拐 KIDNAPPING                                   | 星野克彦                    |
| 2009年10月期SP      | 朝日電視台            | 斷絕                                                    | 石神謙                      |
| 2009年10月期        | 富士電視台            | 時尚女王                                                | 田淵優作                    |
| 2010年3月期         | WOWOW                 | 蛇人                                                    | 今西由起夫                  |
| 2010年4月期         | 關西電視台/富士電視台 | 白色榮光2：紅色將軍的凱旋                               | 速水晃一                    |
| 2010年11月13日      | 富士電視台            | 草莓之夜 SP                                             | 菊田和男                    |
| 2011年1月2日        | 富士電視台            | 白色榮光2：紅色將軍的凱旋 SP                            | 速水晃一                    |
| 2011年1月期         | 富士電視台            | School!!                                                | 桐原伊織                    |
| 2011年8月12日       | 日本電視台            | 終戰特別劇：犬消失之日 SP                               | 松倉修平                    |
| 2011年10月期        | 富士電視台            | 明星保鑣99天                                            | 並木航平                    |
| 2012年1月期         | 富士電視台            | 草莓之夜                                                | 菊田和男                    |
| 2012年10月15日      | TBS                   | DOUBLE FACE 潜入捜査篇                                  | 森屋純                      |
| 2012年10月27日      | WOWOW                 | DOUBLE FACE 偽装警察篇                                  | 森屋純                      |
| 2013年              | NHK                   | 八重之櫻（大河劇）                                      | 山本覺馬                    |
| 2014年4月期         | TBS                   | MOZU Season1〜百舌吶喊之夜〜                            | 倉木尚武                    |
| 2015年1月期         | TBS                   | 流星旅行車                                              | 永田一雄                    |
| 2015年8月1日・2日   | TBS                   | 紅十字女護士                                            | 中川亘                      |
| 2015年10月期        | 富士電視台            | 無痛～診斷之眼～                                        | 為頼英介                    |
| 2016年4月期         | NHK                   | 當家姐姐（晨間劇）                                      | 小橋竹藏                    |
| 2017年4月期         | 關西電視台/富士電視台 | CRISIS 公安機動搜查隊特搜班                             | 田丸三郎                    |
| 2017年6月期         | NHK                   | 毛毯貓                                                  | 椎名秀亮                    |
| 2017年10月期        | 日本電視台            | 嬌妻出沒注意                                            | 伊佐山勇輝                  |
| 2018年1月11日       | TBS                   | 警察之家                                                | 夏目惣一郎                  |
| 2018年10月13日      | NHK                   | Mario～AI的去向                                         | 某警察/マリオ               |
| 2019年3月30 & 31日  | 朝日電視台            | 名偵探．明智小五郎                                      | 明智小五郎                  |
| 2019年4月6日        | 東京電視台            | 昨日的美食                                              | 筧史朗                      |
| 2019年11月24日      | 富士電視台            | 磯野家の人々〜20年後のサザエさん〜                      | フグ田マスオ                |
| 2020年1月1日        | 東京電視台            | 昨日的美食 正月SPECIAL 2020                             | 筧史朗                      |
| 2020年12月12 & 19日 | NHK                   | 北光                                                    | 青瀬稔                      |
| 2021年5月期         | NHK                   | 歡迎回來百音（晨間劇）                                  | 朝岡覺                      |
| 2021年5月期         | 東京電視台            | 名偵探主廚                                              | 三舟忍                      |
| 2021年10月期        | 日本電視台            | 真凶標籤                                                | 相良凌介                    |
| 2021年12月29日      | TBS                   | 99.9-刑事専門弁護士完全新作SP 全新的相遇篇              | 南雲恭平                    |
| 2022年7月期         | TBS                   | 騎上獨角獸                                              | 小鳥智志                    |
| 2022年10月28日      | Amazon Prime Video    | 假面騎士BLACK SUN                                       | 南光太郎／假面騎士BLACK SUN |
| 2023年1月期         | 朝日電視台            | 警視廳Outsider                                          | 架川英兒                    |
| 2023年10月期        | 東京電視台            | 昨日的美食 season2                                      | 筧史朗                      |
| 2024年1月期         | TBS                   | 再見指揮家～父親和我的熱情～                            | 夏目俊平                    |
| 2024年3月30日       | 朝日電視台            | 黄金の刻〜服部金太郎物語〜                              | 服部金太郎                  |
| 2025年7月期         | TBS                   | DOPE 麻藥取締部特搜課                                   | 綿貫銈五郎                  |

### 電影
| 年份             | 片名                          | 角色            |
| ---------------- | ----------------------------- | --------------- |
| 1994/10/29       | 居酒屋的幽靈                  | 幸一            |
| 1995/1/21        | 大失戀                        | 洋介            |
| 1995/4/22        | マークスの山                  | 森              |
| 1995/5/27        | さわこの恋 1000マイルも離れて |                 |
| 1995/10/10       | 蔵                            |                 |
| 1996/2/3         | ゼラフィムの夜                | 大島博之        |
| 1996/3/9         | 菜の花配達便                  |                 |
| 1997/8/2         | 2／DUOS                       |                 |
| 1998/1/24        | The Artful Dogers             |                 |
| 1998/7/11        | 冷血の罠                      |                 |
| 1999/1/23        | 人間合格                      | 吉井豊          |
| 2000/6/1         | LOVE/JUICE                    |                 |
| 2001/4/28        | SELF AND OTHERS               | 坂本            |
| 2001/6/15        | クロエ                        | 医帥            |
| 2001/11/17       | 世界の終わりという名の雑貨店  | 坂本            |
| 2002             | 睡蓮                          | 醫師            |
| 2002/10/12       | 淨琉璃                        | 松本            |
| 2002             | tokyo.sora                    | 編集者: 道原    |
| 2002             | Last Scene                    |                 |
| 2004/4/24        | 再造人卡辛                    | 上条中佐        |
| 2005/1/29        | 村上春樹之東尼瀧谷            | 旁白            |
| 2005             | 歸鄉                          | 晴男            |
| 2005/8/27        | 彩虹老人院                    | 細川専務        |
| 2006/2/25        | 喜歡你                        | ヨースケ        |
| 2006/12/23       | 大奧                          | 生島新五郎      |
| 2007/4/21        | 神童                          | 成瀬光一郎      |
| 2007             | 復仇之法（Freesia:Icy Tears） | 大崎トシオ      |
| 2007             | 真木栗之穴（偷窺者）          | 真木栗勉        |
| 2008/5/17        | 越過山丘                      | 馬海松          |
| 2008             | 東南角房間二樓的女子          | 野上孝          |
| 2008/6/7         | 婚假                          | 金田真一        |
| 2008/6/7         | 春天來了                      | 岡本利夫        |
| 2009/7/4         | 蟹工船                        | 浅川監督        |
| 2009/11/14       | 零的焦點                      | 鵜原憲一        |
| 2010/1/23        | 再见，总有一天                | 東垣內豐        |
| 2011             | Memories Corner               | アキラ          |
| 2011             | CUT                           | 秀二（主演）    |
| 2012             | セイジ－陸地上的魚－          | セイジ          |
| 2012             | 哈默爾恩                      | 野田            |
| 2013             | 風起                          | 本庄(配音)      |
| 2013             | 看見台灣                      | 旁白            |
| 2014             | 記憶謎圖：腦戰120小時         | 石神武人/吳真禹 |
| 2014             | 白色榮光最終篇：地獄犬的肖像  | 速水晃一        |
| 2014             | 戀愛中毒大作戰                | 吉田            |
| 2015             | 吶喊正義劇場版                | 倉木尚武        |
| 2016             | 恐怖鄰人                      | 高倉            |
| 2017             | 最後的食譜:麒麟之舌的記憶     | 山形直太郎      |
| 2018             | 人魚沉睡的家                  | 和昌            |
| 2019             | 空母伊吹                      | 秋津竜太        |
| 2019             | 任俠學園                      | 日村誠司        |
| 2020             | 風之電話                      | 森尾            |
| 2020             | 聖誕節殺戮日                  | 世田志乃夫      |
| 2021             | 劇場版 太太，請小心輕放       | 伊佐山勇輝      |
| 2021             | Drive My Car                  | 家福悠介        |
| 2021             | 昨日的美食劇場版              | 筧史朗          |
| 2021             | 99.9-刑事専門弁護士-THE MOVIE | 南雲恭平        |
| 2022             | 新·超人力霸王                 | 田村君男        |
| 2022             | 殘酷世界！再會                | 安西幹也        |
| 2023             | 首                            | 明智光秀        |
| 2024             | 蛇之道                        | 吉村            |
| 2024             | 消失的豪門妻                  | 草野圭吾        |
| 2025年(公開予定) | 時には懺悔を                  | 佐竹            |
| 2025             | 親愛的陌生人                  | 賢治            |

## 寫真集
- キネ旬ムック 新世紀のスピリチュアル・アクターズシリーズ　アクターズ・ファイル5「西島秀俊」（2006年）
- 西島秀俊＆キム・テヒ『僕とスターの99日』公式フォトブック（2011年）
- MEMORIES OF VENICE（2011年）

## 獎項
| 年份   | 大賞名稱                | 獎項             | 作品                           |
| ------ | ----------------------- | ---------------- | ------------------------------ |
| 1999年 | 第9回 日本電影專業大獎  | 主演男優賞       | 《人間合格》                   |
| 2005年 | 第15回 日本電影專業大獎 | 主演男優賞       | 《帰郷》                       |
| 2005年 | 第15回 日本電影專業大獎 | 主演男優賞       | 《再見，總有一天》             |
| 2005年 | 第15回 日本電影專業大獎 | 主演男優賞       | 《雨よりせつなく》             |
| 2006年 | 大阪電影節              | 助演男優賞       | 《カナリヤ》、《彩虹下的幸福》 |
| 2006年 | 第20回 高崎電影節       | 最優秀主演男優賞 | 《帰郷》                       |
| 2009年 | 第30回 橫濱電影節       | 助演男優賞       | 《休暇》                       |
| 2011年 | 第26回 高崎電影節       | 最優秀主演男優賞 | 《CUT》                        |
| 2011年 | 第21回 日本電影專業大獎 | 主演男優賞       | 《CUT》                        |
| 2013年 | 第9回 日劇年度大賞      | 最優秀助演男優賞 | 《草莓之夜》                   |
| 2021年 | 第42回 波士頓影評人協會 | 主演男優賞       | 《在車上》                     |
| 2021年 | 第34回 日刊體育電影大獎 | 主演男優賞       | 《在車上》                     |
| 2021年 | 第56回 國家影評人協會   | 主演男優賞       | 《在車上》                     |
| 2021年 | 第45回 日本電影學院獎   | 最優秀主演男優賞 | 《在車上》                     |
| 2021年 | 第35回 高崎電影節       | 最優秀主演俳優賞 | 《在車上》                     |

## 外部連結
- 西岛秀俊在互联网电影资料库（IMDb）上的資料（英文）
- 西岛秀俊在豆瓣上的资料（简体中文）
- 西岛秀俊在时光网上的簡介（简体中文）